# Herpis serrata
Herpis serrata är en insektsart som först beskrevs av Metcalf 1945.  Herpis serrata ingår i släktet Herpis och familjen Derbidae. Inga underarter finns listade i Catalogue of Life.